# Mann ohne Gedächtnis
Mann ohne Gedächtnis is een Zwitserse Duitstalige film uit 1984, die internationaal verscheen onder de titel Man Without Memory. De film werd geregisseerd door Kurt Gloor.

## Acteurs
| Acteur            | Personage           |
| ----------------- | ------------------- |
| Michael König     | man zonder geheugen |
| Lisi Mangold      | Lisa Brunner        |
| Hannelore Elsner  | Essner              |
| Siegfried Kernen  | Huber               |
| Esther Christinat | Mehret              |
| László I. Kish    | Jonas               |
| Rudolf Bissegger  | Schellbert          |
| Rüdiger Vogler    |                     |

## Nominaties en prijzen
Mann ohne Gedächtnis werd drie keer genomineerd, waarvan het twee keer een prijs won. In de onderstaande tabel staan de nominaties en prijzen:
| Prijs                                      | Persoon    | Status      |
| ------------------------------------------ | ---------- | ----------- |
| Interfilm Award - Otto Dibelius Film Award | Kurt Gloor | Gewonnen    |
| OCIC Award                                 | Kurt Gloor | Gewonnen    |
| Golden Berlin Bear                         | Kurt Gloor | Genomineerd |